# Звезде Гранда (2. сезона)
Друга сезона такмичења Звезде Гранда одржана је током 2005. године, и као и прва сезона, није имала засебну емисију већ су се кандитати представљали у постојећим емисијама Гранд продукције. Финале је одржано 18. јула 2005. године на Ташмајдану у Београду. Победник је била тада малолетна Милица Тодоровић, и она је најмлађа особа која је икад победила у такмичењу, са свега 14 година. Ова сезона се наводи као најлошија у погледу избора и квалитета кандидата, те је због тога продукција одлучила да направи паузу од две године пре следеће сезоне. У овој сезони такмичила се и Александра Бурсаћ, али је испала пре финала, касније се поново такмичила у четвртој сезони.

## Такмичари
Финалисти
- Милица Тодоровић из Крушевца (прво место)
- Аца Ранђеловић из Лесковца (друго место)[2]
- Јадранка Барјактаровић из Берана (треће место)
- Саша Јовановић из Батајнице (четврто место)[3]
- Јована Пајић из Београда (пето место)
- Ненад Јовановић (шесто место)[4]

## Након такмичења
Сви такмичари су добили две соло песме које су издате на заједничком диску, као и две групне (једну мушку и једну женску) песму. Победница је албум добила годинама касније, јер је била малолетна када ја победила у такмичењу. 
Списак песама са првог цд-а:
1. Упореди ме - Милица Тодоровић
2. Воли ме - Ненад Јовановић
3. BMW - Јована Пајић
4. Моја мала - Аца Ранђеловић
5. Лака - Јадранка Барјактаровић
6. Луд сам, јесам - Саша Јовановић
7. Реци ја - Милица Тодоровић
8. Да ли га вараш - Ненад Јовановић
9. Тако хтела сам  - Јована Пајић
10. Лоша подела - Аца Ранђеловић
11. Неотпорна - Јадранка Барјактаровић
12. Другови нађите је - Саша Јовановић
13. Јачи пол (заједничка песма такмичарки)
14. Запевај (заједничка песма такмичара)